# أدليسفيل (سويسرا)
أدليسفيل (بالألمانية: Adliswil) هي بلدية ضمن مقاطعة هورغن في كانتون زيورخ، سويسرا.

## أعلام
- دومينيك بلوم
- بتينا بانج